# 29969 Amyvitha
29969 Amyvitha è un asteroide della fascia principale. Scoperto nel 1999, presenta un'orbita caratterizzata da un semiasse maggiore pari a 2,8374238 UA e da un'eccentricità di 0,0175390, inclinata di 2,91955° rispetto all'eclittica.